# しらすのこうげき!
しらすのこうげき!は、日本のお笑いコンビ。太田プロダクション所属。

## メンバー
かすや（旧芸名及び本名：糟谷 僚一〈かすや りょういち〉1996年3月18日（29歳） - ）
- ツッコミ担当。
- 茨城県出身。身長164 cm、体重48 kg。血液型はB型。
- 趣味と特技は特撮鑑賞、将棋、ゲーム(ポケモン)、ものまね。
- 普段は眼鏡を着用しているが、外すと神木隆之介に似ていることを持ちネタにしている。神木本人からも公認されている。
- 結成当初は相方・ひよりと同じく女装しており旧コンビ名もそれらしいものを付けたが、「ブスだ」と罵倒されたため女装が面倒臭くなって2週間で改名へ至った。
- 元々はテレビタレント志望であった。

ひより（旧芸名及び本名：白根 陽介〈しらね ようすけ〉1995年11月29日（29歳） - ）
- ボケ担当。
- 東京都出身。身長158 cm、体重42 kg。血液型はA型。
- 自毛を伸ばし毎日女装して生活している女装男子である。
- 母方の祖父にボードビリアンの早野凡平、母方の伯父にタップダンサーの松本晋一を持つ芸能一家で育ち、自身もお笑い以外にダンスやバンドボーカルの経験がある。ダンスではZEPP東京のステージに立った。
- お笑いプロレス団体SUGAMOプロレスにて、なつぽいのものまねレスラー「なつぽいっぽい?」として出演していた。
- 暗黒プロレス組織666に練習生として所属、2025年6月6日の後楽園ホール大会にて「苺畑ひより」（いちごばたけ・ひより）としてデビューした。
- ハロー!プロジェクトのファンであり、女性に生まれていたらモーニング娘。に入りたかったが男性なので芸人となった。
- 新宿二丁目の老舗女装サロンバー女の子クラブにてアルバイトをしていた。電車内で痴漢に遭ったこともある。
- 歌舞伎町のショートケーキ専門店、ショートケーキカンパニーにてアルバイトをしている。
- 趣味と特技はコスプレ、ゲーム、男性をメイクしてカワイクする、洋服集め。

## 来歴
専門学校東京アナウンス学院のタレントコースに所属していたかすやが、太田プロから声をかけられていたひよりを誘ってコンビ結成。
コンビ名は養成所時代、2人の苗字（白根(しらね)・糟谷(かすや)）を合わせて「しらす」だったが「インパクトがない」と指摘され、同期の芸人がコンビ名提出時に「しらすのこうげき!」と勝手に書き足したことが由来。また芸能界を海に例えて、弱いしらすがどこまでいけるかという意味も後付けだが込められている。

## 芸風
主に漫才で、女装男子であるひよりと天然ボケ気質のかすやのキャラクターを活かした、所属の太田プロならではの身体を張ったネタが特徴。

## 出演
- 笑レース（フジテレビ）
- 有吉ベース（フジテレビONE）
- 有吉の壁若手予選会（日本テレビ）
- TVチャンピオン極 〜KIWAMI〜「女装男子選手権」（BSテレ東）
- ネタパレ（フジテレビ）- 2020年10月23日「バーチャルニュースターパレード」コーナー出演[6]
- 中居大輔と本田翼と夜な夜なラブ子さん（TBSテレビ）[2][7]
- ギブミーキャッチコピー ～名付けよ！未来のスターたち～（日本テレビ）[8]

## 賞レース成績

### M-1グランプリ
| 年（回）         | 結果      | エントリー No. | 会場                       | 日時     | 備考 |
| ---------------- | --------- | -------------- | -------------------------- | -------- | ---- |
| 2017年（第13回） | 2回戦進出 | 562            | 雷5656会館ときわホール     | 10月6日  |      |
| 2018年（第14回） | 1回戦敗退 | 2238           | 新宿シアターモリエール     | 9月6日   |      |
| 2019年（第15回） | 2回戦進出 | 1097           | シダックスカルチャーホール | 9月17日  |      |
| 2020年（第16回） | 1回戦敗退 | 2357           | シダックスカルチャーホール | 9月2日   |      |
| 2021年（第17回） | 2回戦進出 | 1283           | 雷5656会館ときわホール     | 10月14日 |      |
| 2022年（第18回） | 2回戦進出 | 2121           | 雷5656会館ときわホール     | 10月14日 |      |
| 2023年（第19回） | 2回戦進出 | 4400           | 雷5656会館ときわホール     | 10月23日 |      |
| 2024年（第20回） | 2回戦進出 | 745            | 雷5656会館ときわホール     | 10月21日 |      |